# Иремкасы
Иремкасы́ (чув. Эрӗмкасси) — деревня в Цивильском районе Чувашской Республики. Входит в состав Первостепановского сельского поселения.

## География
Находится в северной части Чувашии на расстоянии приблизительно 13 км на юг по прямой от районного центра города Цивильск.

## История
Известна с 1867 года как околоток села Первое Степаново, когда в нем было учтено 28 мужчин. В 1897 году учтено было 82 человека, в 1926 — 20 дворов, 99 жителей, в 1939 — 26 дворов, 113 жителей, в 1979 — 90 жителей. В 2002 году учтено 20 дворов, в 2010 — 15 домохозяйств. В период коллективизации образован колхоз им. XVII съезда партии, в 2010 году действовал ООО КФХ «Простор».

## Население
Постоянное население составляло 45 человек (чуваши 100 %) в 2002 году, 43 в 2010.